# Salix lutea
Salix lutea es una especie de sauce perteneciente a la familia de las salicáceas. Es nativa de Norteamérica, incluido el centro de Canadá y  parte del oeste y centro de los Estados Unidos, con la excepción de la Gran Cuenca. Se puede encontrar en los tipos de hábitats húmedos y muy húmedos, como orillas de los ríos, prados y barrancos.

## Descripción
Es un arbusto que alcanza un tamaño de hasta 7 metros de altura, a veces formando colonias de matorrales  o llega a estar erecto y forma un árbol. Las hojas en forma de lanza pueden crecer más de 11 centímetros de largo y son suaves suaves, ligeramente dentadas, onduladas, o con glándulas repletas de aristas. La inflorescencia es una amento de hasta 4 o 5 centímetros de largo, de grueso a fino en la forma.

## Usos
Esta y otras especies de sauce se utilizan en la reforestación en los proyectos de ribera del hábitat donde la erosión es un problema.  Esta especie se reproduce vegetativamente por brotes de trozos del pedúnculo, pero su principal método de reproducción es sexual, por la dispersión de una gran cantidad de semillas por el viento.

## Taxonomía
Salix lutea fue descrita por Thomas Nuttall y publicado en The North American Sylva 1(2): 63, pl. 19, en el año 1842.
Etimología
Salix: nombre genérico latino para el sauce, sus ramas y madera.
lutea: epíteto latino que significa "dorada".
Sinonimia
- Salix cordata var. lutea (Nutt.) Bebb
- Salix cordata var. platyphylla (C.R.Ball) Kelso
- Salix cordata var. watsonii Bebb
- Salix flava Rydb.
- Salix eriocephala var. watsonii (Bebb) Dorn
- Salix lutea var. platyphylla C.R. Ball
- Salix lutea var. watsonii (Bebb) Jeps.
- Salix ormsbyensis Seemen
- Salix rigida var. watsonii (Bebb) Cronquist
- Salix rigida subsp. watsonii (Bebb) A.E.Murray
- Salix watsonii (Bebb) Rydb.[5]